# Grupa Marouna Khoury’ego
Libański Ruch Młodzieżowy (arab. حركة الشباب اللبنانية, Harakat al-Shabab al-Lubnaniyya), lepiej znany jako Grupa Marouna Khoury’ego (ang. Maroun Khoury Group – MKG) – pierwotnie prawicowa organizacja studencka założona przez Baszira Marouna Khoury’ego (Bash Maroun). Pod wpływem ideologii Strażników Cedrów, gwałtownie antykomunistycznej i anty-palestyńskiej, utworzyła własną milicję, która brała udział m.in. w oblężeniu obozów dla uchodźców palestyńskich w Karantinie i Tal al-Zaatar. Jej członkowie słynęli z odwagi, ale też i niezwykłej brutalności. Ich bastion znajdował się w Dekwaneh. Milicja została wchłonięta przez Siły Libańskie w 1977 roku i przestała istnieć jako niezależna organizacja.